# Auch
Auch [ᴐʃ] ist eine Stadt und eine französische Gemeinde mit 22.825 Einwohnern (Stand 1. Januar 2022) im Département Gers (32) in der Region Okzitanien. Die Stadt liegt am Jakobsweg (Via Tolosana) und ist Sitz eines Erzbistums.

## Lage und Klima
Auch liegt am Fluss Gers auf einer Höhe von ca. 145 m. Die Großstadt Toulouse befindet sich ca. 80 km (Fahrtstrecke) östlich. Das Klima ist gemäßigt; Regen (ca. 755 mm/Jahr) fällt übers Jahr verteilt.

## Bevölkerungsentwicklung
| Jahr      | 1800 | 1851   | 1901   | 1954   | 1999   | 2018   | 2020   |
| Einwohner | 7696 | 12.141 | 13.939 | 16.382 | 21.838 | 22.200 | 22.518 |

Die Stadtbevölkerung ist im 20. Jahrhundert vor allem wegen der Zuwanderung von Familien aus den ländlichen Gebieten in der Umgebung deutlich gewachsen (Landflucht).

## Geschichte
Der Name Auch lässt sich auf den aquitanischen Stamm der Auscer zurückführen, der diese Gegend zur Zeit der römischen Eroberung Galliens durch Julius Caesar, also um 50 v. Chr., bewohnte. Römische Quellen erwähnen die Stadt, die Hauptort der Auscer war, als Eliumberrum, was als Romanisierung eines baskischen Namens mit der Bedeutung „Neustadt“ (aus den Wortstämmen iri und berri) angesehen wird. In der mittleren römischen Kaiserzeit hieß die Stadt dann Augusta Auscorum und lag an der von Burdigala (heute Bordeaux) nach Tolosa (heute Toulouse) führenden Straße; laut dem antiken Geographen Pomponius Mela (De chorographia 3, 20) war sie sehr bedeutend.
Das Christentum hielt in der Gegend von Auch etwa Ende des 3. Jahrhunderts Einzug, und die Stadt wurde wohl im 4. Jahrhundert Sitz eines Bischofs. Ab Anfang des 5. Jahrhunderts gehörte sie für etwa ein Jahrhundert zum Westgotenreich und kam nach der Schlacht von Vouillé (507) zum Reich der Franken. Sie befand sich bis 732 auf dem rechten Ufer des Gers; als sie aber in diesem Jahr von den Sarazenen verwüstet wurde, errichteten die geflüchteten Einwohner den Ort auf einem Hügel am linken Flussufer neu. Im Jahr 843 wurde Auch erneut verheert, diesmal von den Normannen. Nach der Zerstörung von Eauze durch die Normannen um die Mitte des 9. Jahrhunderts wurde dessen kirchlicher Verwaltungsbezirk mit der Diözese Auch vereinigt. Letztere wurde während der Amtszeit des Bischofs Ayrard im Jahr 879 zum Erzbistum erhoben; die Erzbischöfe von Auch führten bis zum Ausbruch der Französischen Revolution (1789) den Titel eines Primas von Aquitanien.
Im 10. Jahrhundert gründete Graf Bernard I. von Armagnac in Auch die Benediktinerabtei Saint Orens, deren Mönche sich bis 1308 die Gerichtsbarkeit über die Stadt mit den örtlichen Erzbischöfen teilten, was zu ständigen Konflikten führte. Im Jahr 1068 hielt hier der Kardinal und päpstliche Legat Hugo le Blanc eine Kirchenversammlung ab, auf der u. a. bestimmt wurde, dass fast alle Kirchen der Gascogne den vierten Teil ihres Zehnten an die Kathedrale von Auch zahlen sollten. Bei einer der Auseinandersetzungen zwischen den Erzbischöfen und den Mönchen von Saint Orens zogen Letztere am 28. April 1119 bewaffnet auf die Kathedrale zu, verwundeten den gerade die Messe zelebrierenden Erzbischof, erschlugen viele Gläubige und zündeten die Kathedrale an. 
Seit 1140 residierten die Grafen von Armagnac, die auf jene von Fézensac folgten, im Schloss von Auch. Seit dem Jahr 1160 teilte sich Bernard IV. von Armagnac die Herrschaft über das Stadtgebiet von Auch mit dem örtlichen Erzbischof, der sich durch diese Abmachung im Gegenzug die Unterstützung des Grafen erhoffte. Meist die kirchliche Disziplin betreffende Synoden unter Vorsitz der Erzbischöfe fanden in Auch in den Jahren 1279, 1300, 1308, 1324 und 1330 statt.
Als der französische König Philipp IV. im Jahr 1295 Guyenne eroberte, wurde Auch, das wie das gesamte Armagnac unter englische Herrschaft geraten war, wieder französisch. Damals verhandelten königliche Beauftragte mit dem Prior von Saint Orens und dem Erzbischof von Auch, um dem König die Oberherrschaft über die Stadt zu verschaffen. Im Jahr 1308 trat der Prior von Saint Orens alle Rechte auf die Stadt an Philipp IV. ab. Ab dem Jahr 1330 teilten sich König Philipp VI. und der Erzbischof die Rechte der Jurisdiktion – eine Regelung, die aber bereits im Dezember 1339 auf die Vorstellungen des Grafen von Armagnac hin wieder aufgehoben wurde. 
Im Hundertjährigen Krieg (1337–1453) fiel Auch durch den Vertrag von Brétigny (1360) an England, kam jedoch bereits 1371 wieder zu Frankreich zurück. Während der letzten Revolte des Grafen Jean V. von Armagnac eroberten im Jahr 1473 Truppen König Ludwigs XI. nach der Plünderung von Lectoure Auch für die französische Krondomäne. In der Folge wurde die Stadt Sitz eines königlichen Gerichtshofs. Zur Unterstreichung der Bedeutung von Auch als religiösem Zentrum ließen die Erzbischöfe ab dem Jahr 1489 die imposante, noch heute das Stadtbild dominierende Kathedrale Sainte-Marie auf den Ruinen der niedergebrannten alten romanischen Kathedrale errichten.
Die protestantische Reformation fand in Auch seit den Jahren 1556/57 zahlreiche Anhänger. Das Eingreifen des 1561 herbeigerufenen späteren Marschalls Monluc sollte dieser Entwicklung entgegenwirken; da aber im Folgejahr der Prior und die Mönche von Saint Orens zum protestantischen Glauben übertraten, blieb diese neue Konfession in Ansätzen bestehen. Während der anschließenden Hugenottenkriege war die Stadt stets im Besitz der Katholiken, abgesehen von ihrer im Jahr 1569 erfolgten Besetzung durch Hugenotten unter Graf Gabriel von Montgomery, die sie jedoch bald wieder aufgaben.
Nach der Unterteilung von Frankreich in Generalitäten gehörte Auch zuerst zu jener von Montauban. Im Jahr 1716 wurde aber aus Teilen der Gebiete dieser Generalität sowie jener von Bordeaux die „Generalität Auch und Pau“ geschaffen. Die ersten Intendanten residierten häufiger in Pau als in Auch. Während der Regierungszeit des Königs Ludwig XV. trug Antoine Mégret d'Étigny, der hier von 1751 bis 1767 als Intendant wirkte, viel zur Hebung der Stadt sowie ihres Handels und ihrer Wirtschaft bei – er ließ viele bedeutende Gebäude wie das Rathaus errichten. Nach seinem Tod im Jahr 1767 wurde die Generalität Pau von jener von Auch abgetrennt, aber bereits vier Jahre später wieder mit ihr vereint. Im 18. Jahrhundert war Auch die Hauptstadt der Gascogne. Seit Beginn der Französischen Revolution (1789/90) ist es Verwaltungssitz des Départements Gers.

## Kultur und Sehenswürdigkeiten

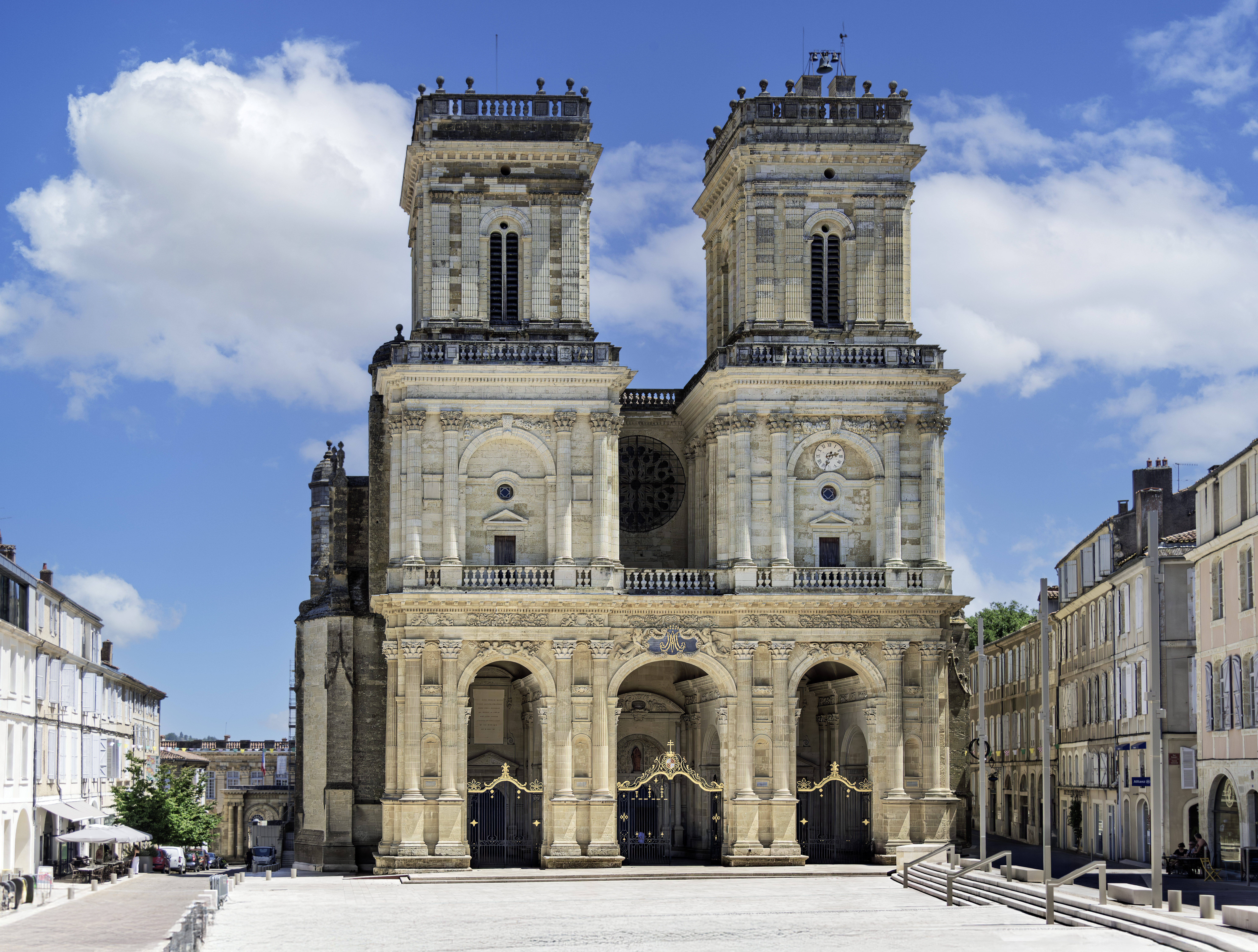
Kathedrale Sainte-Marie

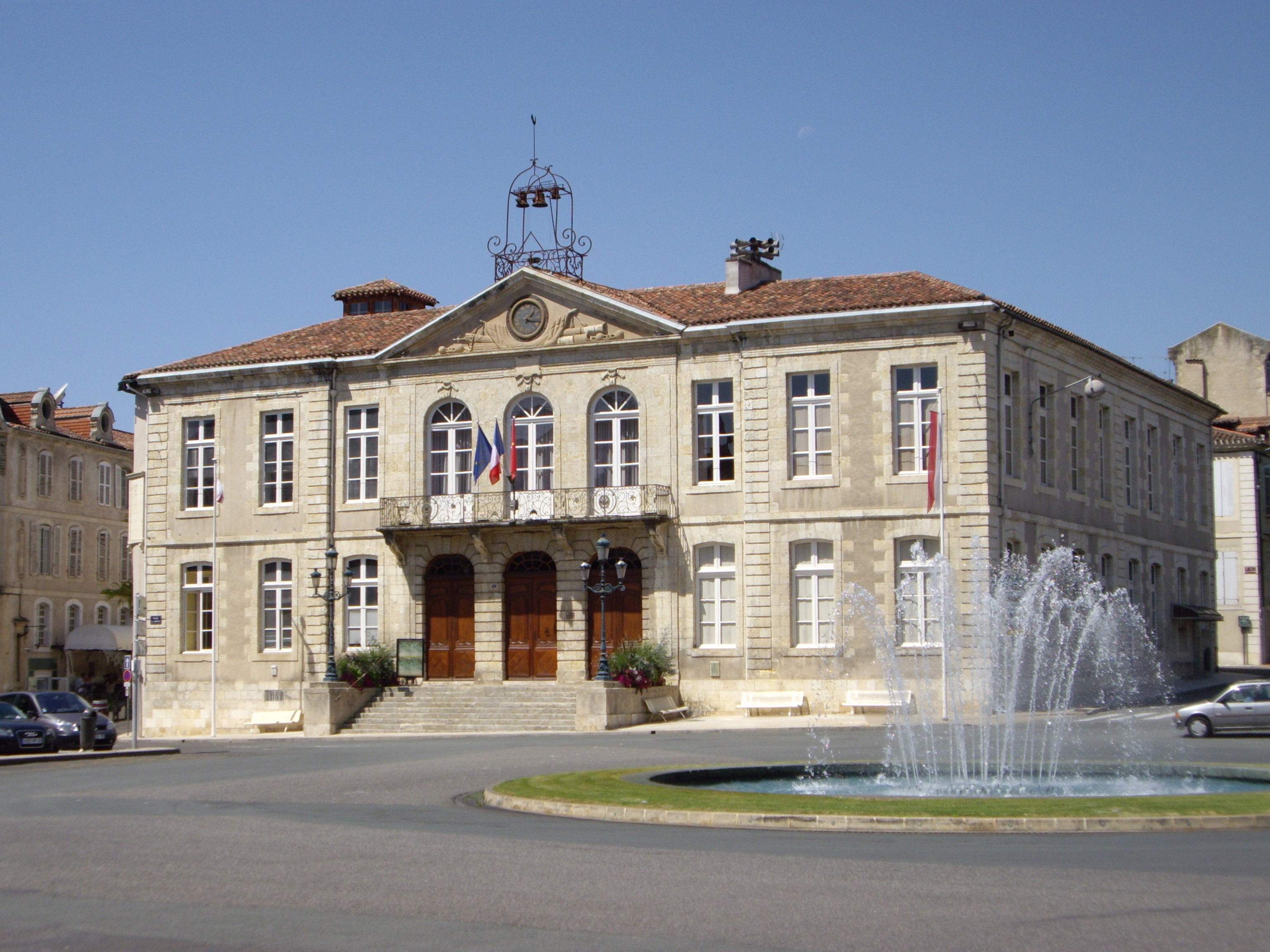
Rathaus von Auch

Auch ist bekannt für seine spätgotische Kathedrale Sainte-Marie aus dem 15. bis 17. Jahrhundert und deren herrliches Chorgestühl (stalles). Seit dem Jahr 1998 ist sie als Teil des UNESCO-Welterbes „Wege der Jakobspilger in Frankreich“ ausgezeichnet. Zu erwähnen ist auch „La Tour d’Armagnac“, ein Gefängnisturm des 14. Jahrhunderts, am oberen Ende der in der Mitte des 19. Jahrhunderts erbauten Monumentaltreppe, die vom Gers zur Kathedrale hinauf führt. Das untere Ende dieser Treppenanlage wird von der Statue des Musketiers d’Artagnan bewacht, einer Romanfigur von Alexandre Dumas, die auf dem wahren Leben von Charles de Batz, Comte d’Artagnan, beruht. Dieser verlebte hier seine Kindheit und Jugend. Das Maison Fédel ist ein aufwändig gestaltetes Fachwerkhaus mit mehreren Kreuzstockfenstern aus dem 15. Jahrhundert über einem steinernen Erdgeschoss, in dem sich wohl immer schon Geschäftsräume befanden.
Weitere Sehenswürdigkeiten der Stadt sind:
- das heutige Rathaus (Hôtel de Ville) im ehemaligen Palais des Intendanten Étigny. Es wurde in den Jahren 1760–1778 erbaut.
- das ehemalige erzbischöfliche Palais aus den Jahren 1750–1770, heute Sitz der Präfektur des Départements Gers.
- der ehemalige Franziskanerkonvent (Couvent de Cordeliers), von dem nur noch ein Teil des spätgotischen Kreuzgangs (cloître) und der Kapitelsaal (salle capitulaire) erhalten sind.
- das ehemalige Priorat Saint-Orens am Ufer des Gers, von dem nur noch kubischer Turm aus dem 14. Jahrhundert erhalten ist.
- das um die Mitte des 16. Jahrhunderts gegründete Collège Salinis; die heutigen Bauten stammen hauptsächlich aus dem 18. Jahrhundert.
- das Musée des Jacobins (Musée des Amériques) mit Exponaten aus der Stadtgeschichte, aber auch aus dem präkolumbianischen Mittelamerika.

Außerhalb von Auch, jeweils ca. 5 km südöstlich der Stadt, befinden sich das Château de Marin und das Château de Saint-Cricq.

## Wirtschaft und Infrastruktur

### Wirtschaft
Viele Stadtbewohner früherer Jahrhunderte lebten jahrhundertelang weitgehend von den Erträgen ihrer nahe beim Ort gelegenen Felder und von ihren Hausgärten; es gab jedoch auch Straßenhändler, die Milch, Käse, Gemüse und Gewürze anboten. Kleinhändler, Handwerker und Dienstleister aller Art waren nahezu ausschließlich auf sie und die Lebensmittel verarbeitenden Gewerbe wie Müller, Bäcker, Metzger etc. angewiesen. Im 19. Jahrhundert begünstigte die Errichtung eines Gaswerks und einer Eisenbahnstation die Entwicklung der Viertel der Unterstadt. Seit den 1960er Jahren sind vor der Stadt mehrere Gewerbegebiete (zones industrielles) entstanden.
Auch ist Sitz der Industrie- und Handelskammer des Départements Gers.

### Verkehr
Die Route nationale 21 durchquert das Stadtgebiet in nord-südlicher Richtung. Im Norden des Stadtgebiets wird sie von der Route nationale 124 gekreuzt.
Aktuell verfügt die Stadt über zwei Bahnverbindungen mit Personenverkehr, die mit Regionalzügen des TER Occitanie bedient werden: Die Bahnstrecke Bon-Encontre–Vic-en-Bigorre wurde 1959 in südliche Richtung nach Tarbes aufgelassen. Nach Norden verkehren Züge bis Bon-Encontre, wo Anschluss an die Bahnstrecke Bordeaux–Sète bestehen. Auch nach Osten befährt eine Bahnverbindung die Strecke Saint-Agne–Auch nach Toulouse. Sie verkehrt im Stundentakt und benötigt auf der gesamten Länge mit 15 Zwischenhalten ca. 90 Minuten.
Im Norden des Stadtgebiets liegt der 1936 eröffnete Aéroport d'Auch-Gers.

## Städtepartnerschaften
- Memmingen, Bayern (Deutschland), seit 1982
- Calatayud, Aragonien (Spanien), seit 2009
- Stadtbezirk Huangdao, Stadt Qingdao, Shandong (China), seit 2017[3]

## Persönlichkeiten

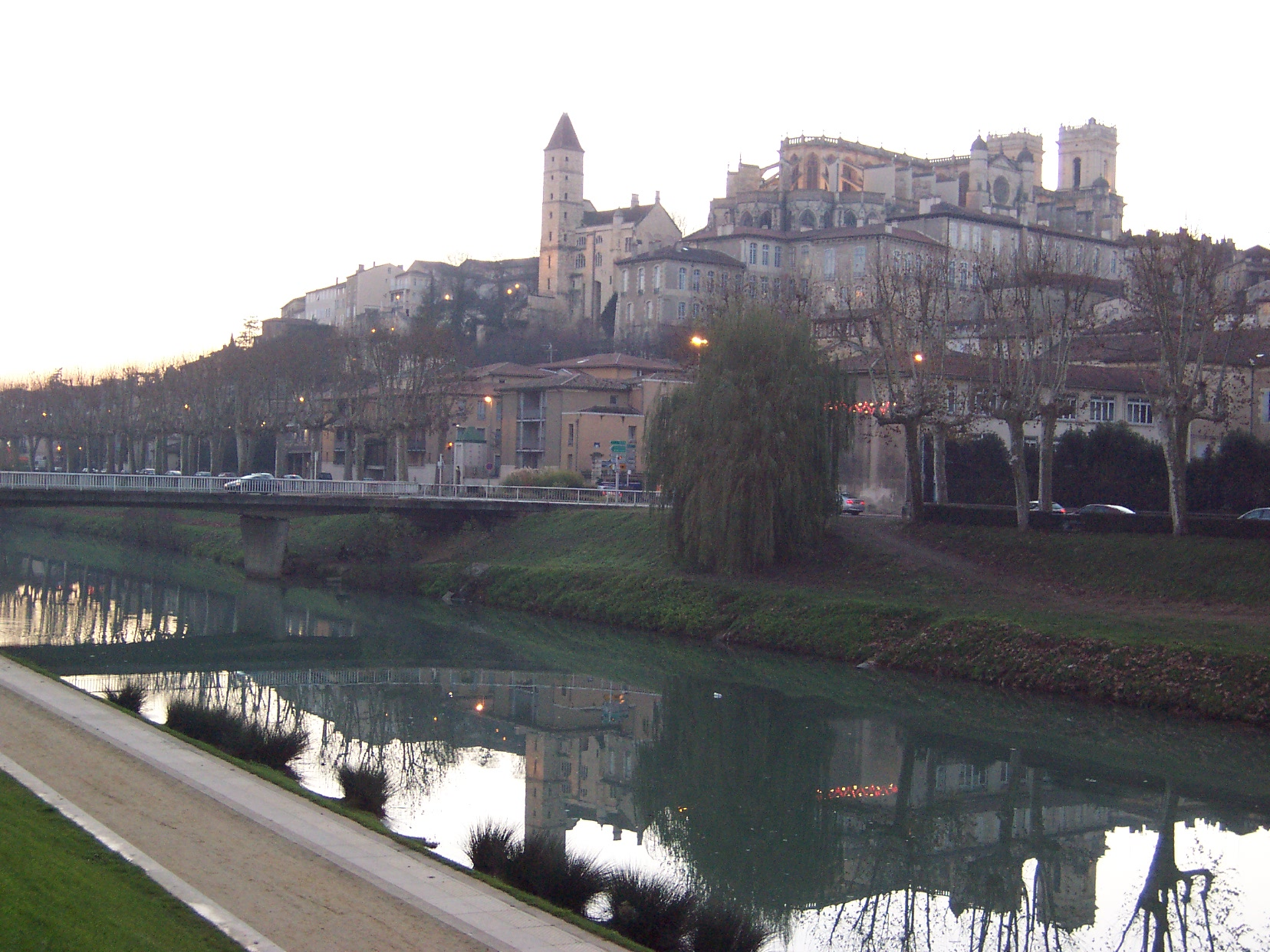
Altstadt von Auch über dem Gers

### Persönlichkeiten
- Pierre de Saint-Joseph (1594–1662), römisch-katholischer Ordenspriester, Theologe und Philosoph
- Dominic Serres (1719–1793), Maler
- Marie-Louise de Peguilhan de Larboust (1725 oder 1726–1812), Äbtissin
- Louis Thomas Villaret de Joyeuse (1747–1812), Admiral
- Jean Joseph Paul Dessolles (1767–1828), Marquis und französischer General
- Jean Laborde (1805–1878), Abenteurer und Unternehmer
- Arnaud Denjoy (1884–1974), Mathematiker
- Nicolas Portal (1979–2020), Radrennfahrer
- Patrick Pilet (* 1981), Automobilrennfahrer

### Mit Auch verbunden
- Orientius von Auch († um 439), Dichter, Bischof und Heiliger
- Aspasius von Auch († 560), Abt und Heiliger

siehe auch: Liste der Erzbischöfe von Auch